# Пабби
Пабби (англ. Pabbi) — город в Пакистане, находится в провинции Хайбер-Пахтунхва. Население — 32292 чел. (на 2010 год).

## История
26 июля 2010 года в городе произошёл террористический акт. Террорист-смертник взорвал себя возле дома Министра Информации провинции, в результате теракта погибло 8 человек и ещё 17 получили ранения.

## Население
По результатам переписи 1998 года в городе проживало 30 946 человек.